# Thạc sĩ tài chính

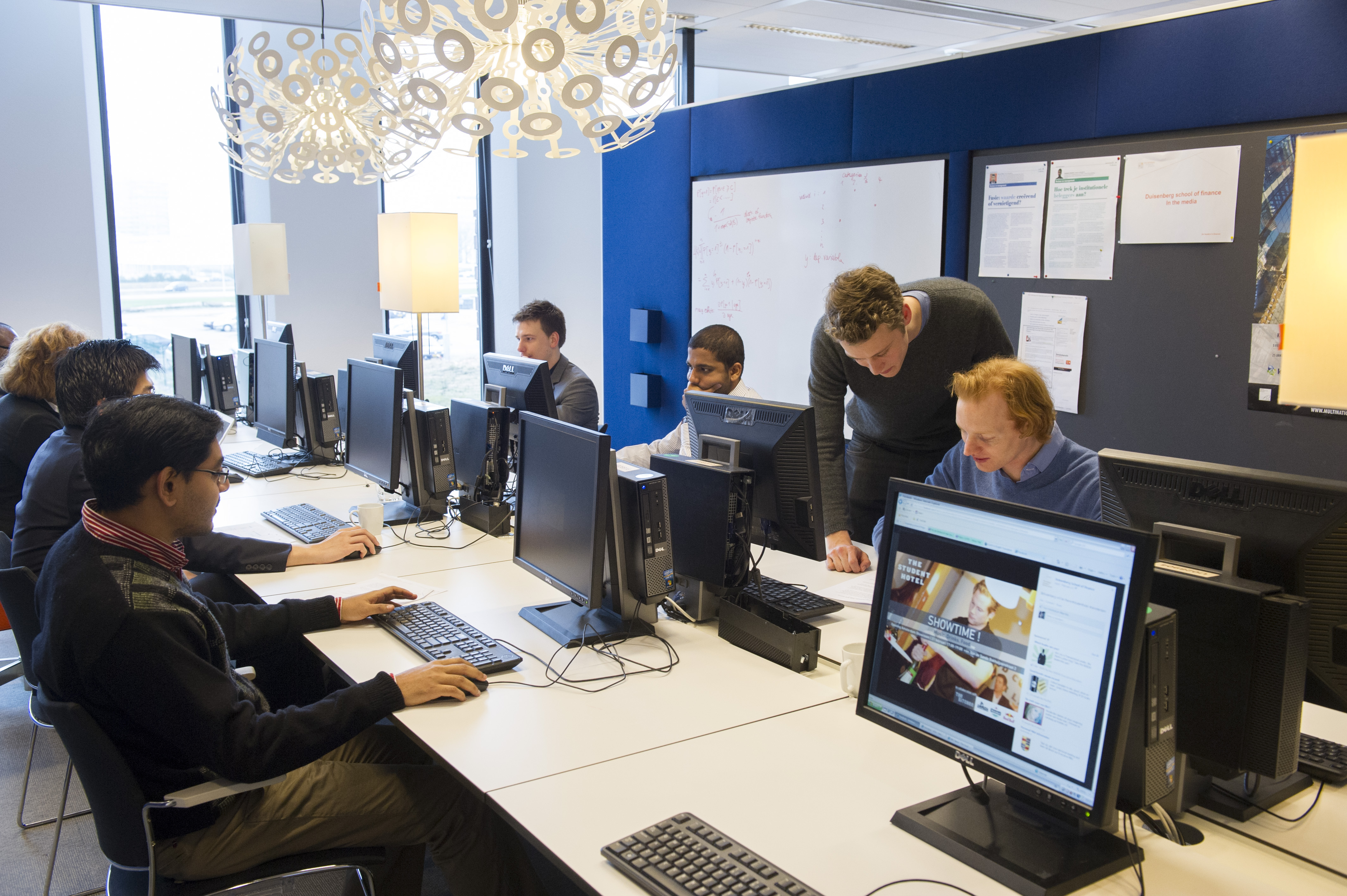
Thực hành phân tích tài chính tại Trường Duisenberg của Đại học Amsterdam

Thạc sĩ Tài chính (tiếng Anh: Master of Finance (M. Fin.)) là bằng thạc sĩ được thiết kế để giúp cho sinh viên sau khi tốt nghiệp có thêm hiểu biết và kỹ năng cho các nghề như phân tích tài chính, quản lý đầu tư và tài chính của công ty. Tên gọi tương tự cho Thạc sĩ tài chính (Master of Finance) trong tiếng Anh là Master in Finance (Thạc sĩ về Tài chính) hoặc Master of Science in Finance (Thạc sĩ khoa học Tài chính). Chương trình này thường đòi hỏi phải có 1-2 năm nghiên cứu, và có thể không cần luận văn. Thạc sĩ Tài chính nghiêng nhiều về lý thuyết hơn Thạc sĩ khoa học Tài chính.

## Nội dung đào tạo
Một chương trình đào tạo Thạc sĩ điển hình tập trung vào phân tích đầu tư, tài chính doanh nghiệp và quản lý tài chính hay kế toán quản lý. Các môn học này nói chung là môn học cơ bản đã được học trước kia trong lĩnh vực kinh tế, kế toán, và các phương pháp định lượng (thường là giá trị thời gian của tiền và thống kê giới thiệu). Trong nhiều chương trình, đây là những điều kiện tiên quyết cho việc nhập học hoặc nếu một phần của chương trình giảng dạy mà sinh viên đã được học cùng với một nền tảng tốt thì họ có thể được miễn (một số) này. Môn học thường kết thúc với một số chủ đề nâng cao, có thể là các chủ đề được tổng hợp lại hoặc được ứng dụng - chẳng hạn như quản lý danh mục đầu tư, mô hình tài chính, sáp nhập và mua lại và lựa chọn thực tế. Nhìn chung, các chương trình này nhấn mạnh chủ đề định lượng, mặc dù cũng có thể cung cấp một số môn học tự chọn không định lượng, chẳng hạn như quản trị doanh nghiệp, đạo đức kinh doanh và chiến lược kinh doanh.
Chương trình học cũng thường bao gồm các môn như kinh tế tài chính và quản lý rủi ro tài chính theo chủ đề nâng cao (và đôi khi là các môn quản lý kinh tế và tài chính định lượng hay là tài chính tính toán) - các lĩnh vực thường được nghiên cứu chuyên thông qua kinh tế học và toán học ứng dụng.
Chương trình thường yêu cầu sinh viên phải hoàn thành chương trình cử nhân trước khi nhập học, nhưng nhiều người không cần phải có bằng ở các ngành chính như tài chính, kinh tế, kinh doanh nói chung mà vẫn có thể nhập học. Các yêu cầu thông thường là một trình độ toán học đủ để đáp ứng yêu cầu môn học - thường là bạn phải giỏi tính toán và xác suất thống kê. Thạc sĩ Tài chính thường đòi hỏi một nền tảng kiến thức lớn hơn về tài chính hoặc kinh tế so với Thạc sĩ khoa học Tài chính. Một số chương trình có thể yêu cầu kinh nghiệm làm việc (đôi khi ở cấp quản lý), đặc biệt nếu ứng viên thiếu bằng cấp đại học tương ứng.

## So sánh với chương trình Thạc sĩ quản trị kinh doanh
Mặc dù có một số trùng lặp với chương trình Thạc sĩ quản trị kinh doanh, chương trình Thạc sĩ tài chính lại cung cấp kiến thức và sự tiếp cận rộng hơn và sâu hơn về tài chính và tiếp xúc hạn chế với các chủ đề quản lý chung. Vì vậy, chương trình tập trung vào tài chính và thị trường tài chính, trong khi chương trình Thạc sĩ quản trị kinh doanh thì ngược lại đa dạng hơn, bao gồm các khía cạnh chung của kinh doanh mà chương trình Thạc sĩ tài chính không có, như quản lý nguồn nhân lực và quản lý hoạt động. Lưu ý rằng một Thạc sĩ quản trị kinh doanh mà không có chuyên môn về tài chính sẽ không xử lý được trong các vấn đề tài chính của doanh nghiệp. Do đó, chương trình học có đề cập nhưng ít sâu hơn so với những gì chương trình Thạc sĩ tài chính nghiên cứu.